# Kensuke Kita
 (août 2025).
Si vous disposez d'ouvrages ou d'articles de référence ou si vous connaissez des sites web de qualité traitant du thème abordé ici, merci de compléter l'article en donnant les références utiles à sa vérifiabilité et en les liant à la section « Notes et références ».
Kensuke Kita (喜多 建介, Kita Kensuke) est le guitariste et leader du groupe de rock japonais Asian Kung-fu Generation (aussi connu sous le nom ajikan). Troisième d'une famille de quatre enfants, il est d'un naturel plutôt timide, bien qu'il essaie de le cacher. Il est surprenant et obstiné dans tout ce qu'il entreprend, et particulièrement lorsqu'il s'agit d'Asian Kung-Fu Generation : il s'est particulièrement investi dans l'écriture de l'album Sol-fa, et continue dorénavant dans cette voie. Il a notamment participé à l'écriture des chansons Blue Train et Uso to Wonderland.